# Фёдоров, Виктор Николаевич
Ви́ктор Никола́евич Фёдоров (3 апреля 1962 — 25 марта 2009) — украинский предприниматель, генеральный директор Завода Электронно-Лучевой Металлургии ООО «Фико», г. Киев, меценат.

## Биография
Родился 3 апреля 1962 года в с. Ромейки, Владимирецкого района Ровенской области (Украина). Закончил 8 классов общеобразовательной школы в 1977 году, получив похвальную грамоту.
Окончил бухгалтерский факультет Ровенского сельхозтехникума в 1984 году. После двух неудачных попыток поступить на юридический факультет в Киевский университет, Виктор предпринял третью, которая увенчалась успехом.
Согласно воспоминаниям, он имел желание, чтобы рост его соответствовал минимальному показателю, при котором мужчина может служить в армии — 151 см. 153 см в 26 лет после 4 лет усиленных занятий спортом.
Согласно повествованиям самого Виктора, он злоупотреблял алкоголем, имели место суицидальные проявления и общая личная неопределенность вплоть до возраста 39 лет. Причиной своего изменения после 2001 года, он называл христианство.

## Деятельность
Виктор Фёдоров являлся генеральным директором и обладателем 99 % акций крупнейшего на Украине завода высокотехнологической обработки титана ООО «Фико». Основной вид производства предприятия — титановые слитки, выплавленные электронно-лучевым методом. Многие отмечают его социальную деятельность как мецената.

## Похищение, возможные мотивы убийства
Вечером 25 марта 2009 года Виктор выехал с работы на своем авто «Lexus Е-5350» и направился домой — в село Крюковщина. Около 21.30 сестра обнаружила недалеко от дома автомобиль с работающим двигателем и открытыми дверьми. Когда она попыталась набрать его мобильный, обнаружила, что телефон находился в машине. Тогда по факту исчезновения Виктора Фёдорова возбудили уголовное дело.
Утром 27 марта 2009 года на бульваре Леси Украинки, по пути на работу, произошло покушение на жизнь главного бухгалтера и совладельца ООО «Фико» Валентины Шаповал. В тяжелом состоянии она была доставлена в больницу с тяжелыми телесными повреждениями. По факту нападения было возбуждено уголовное дело.
По сообщениям Интерфакс-Украина — В воскресенье, 5 апреля 2009 года, произошла попытка силового захвата ООО «Фико» (Киев), занимающееся переработкой титана, согласно заявлениям Антирейдерского союза предпринимателей Украины.
Как сообщил журналистам директор союза Андрей Семидидько на пресс-конференции в агентстве «Интерфакс-Украина» в понедельник, в день попытки захвата предприятия ему позвонил некий человек, утверждающий, что представляет новых владельцев, и его не впускают на предприятие.
Стало известно, что 4 марта в государственном реестре был изменён руководитель ООО «Фико». Согласно протоколу, новым директором компании был назначен некий Ризунов Максим Викторович. Журналистам продемонстрировали копию протокола от 26 февраля, на котором стояли подписи В. Фёдорова и В. Шаповал. Это были фиктивные документы.
5 апреля около 40 вооруженных мужчин, в сопровождении двух сотрудников юридической фирмы «Гарантия», попытались захватить предприятие. Были взломаны сейфы, перерыта вся документация, компьютеры упакованы в сумки. Во время нападения был ранен охранник ООО «Фико». Сотрудники компании вызвали милицию, которая задержала всех участников рейдерской атаки и изъяла у них оружие.
Тело Фёдорова было найдено 29 апреля на дне озера в Переяслав-Хмельницком.
Подробнее в сюжете — Видеорепортаж телеканала 1+1
2 мая 2009 года В. Н. Фёдоров был похоронен в с. Ромейки Ровенской обл.